# Pontoceros
A Pontoceros az emlősök (Mammalia) osztályának párosujjú patások (Artiodactyla) rendjébe, ezen belül a tülkösszarvúak (Bovidae) családjába és a tulokformák (Bovinae) alcsaládjába tartozó fosszilis nem.

## Előfordulásuk
A Pontoceros-fajok Délkelet-Európában, Kelet-Európában és a Kaukázus régióban fordultak elő a pleisztocén kor elején.

## Rendszerezés
A nembe az alábbi 2 faj tartozik:
- Pontoceros ambiguus Vereshchagin et al., 1971 - típusfaj
- Pontoceros surprine Vekua, 2012

## Fordítás
- Ez a szócikk részben vagy egészben  a   Tragelaphini#The_fossil_record című angol Wikipédia-szócikk ezen változatának fordításán alapul.  Az eredeti cikk szerkesztőit annak laptörténete sorolja fel. Ez a jelzés csupán a megfogalmazás eredetét és a szerzői jogokat jelzi, nem szolgál a cikkben szereplő információk forrásmegjelöléseként.